# Létricourt
Létricourt é uma comuna francesa na região administrativa de Grande Leste, no departamento de Meurthe-et-Moselle. Estende-se por uma área de 7,38 km². Em 2010 a comuna tinha 233 habitantes (densidade: 31,6 hab./km²).